# علاج زويترون
علاج زويترون (بالإنجليزية: Zoetron therapy)‏ هو علاج غير فعال للسرطان يعتمد على جهاز كهرومغناطيسي كبير على شكل كعكة دائرية («آلة زويترون»).
تم تسويق الجهاز من قبل شركة علاج السرطان الخاص بالخلايا (بالإنجليزية: Cell Specific Cancer Treatment). زُعم أنه يكشف عن السرطان ويدمر الخلايا السرطانية دون الإضرار بالخلايا السليمة المجاورة. كان الترويج للآلة مدعومًا بنشر عدد من تقارير الحالة المضللة.
في عام 2003، اتخذت لجنة التجارة الفيدرالية الأمريكية إجراءات ضد شركة علاج السرطان الخاص بالخلايا بالتنسيق مع السلطات الكندية والمكسيكية، زاعمة أن الشركة كانت تروج بشكل خاطئ لجهازها كعلاج للسرطان عبر الإنترنت، وفرضت رسومًا على استخدامه في عيادات السرطان في تيخوانا، المكسيك. في عام 2005 تم توجيه تهم جنائية ضد ضباط الشركة لتقديمهم مزاعم كاذبة أو مضللة حول قيمة آلة زوتروين.
وقد طُلب من المرضى الذين يُعالجون بالجهاز دفع ما يصل إلى 15000 دولار أمريكي مقدمًا، [4] ومع ذلك لم يكن للعلاج أي قيمة علاجية. عند الفحص تبين أن الجهاز يتكون من مغناطيس ضعيف لا يمكن أن يكون له أي تأثير على السرطان. يقول كواكواتش: «لا يوجد دليل علمي أو سبب للاعتقاد بأن التعرض للمجالات المغناطيسية الضعيفة سيقتل أي خلايا أو أن الخلايا السرطانية تراكم الحديد أو تستجيب بشكل مختلف عن الخلايا الطبيعية للمجال المغناطيسي.»